# البويرة (إسن)
البويرة هو دُوَّار يقع بجماعة إسن، إقليم تارودانت، جهة سوس ماسة في المملكة المغربية. ينتمي الدوّار لمشيخة إسن التي تضم 21 دوار. يقدر عدد سكانه بـ 630 نسمة حسب الإحصاء الرسمي للسكان والسكنى لسنة 2004.

## روابط خارجية
- البوابة الوطنية للجماعات الترابية
- المندوبية السامية للتخطيط